# Odostemon andrieuxii
Odostemon andrieuxii là một loài thực vật có hoa trong họ Hoàng mộc. Loài này được (Hook. & Arn.) Standl. mô tả khoa học đầu tiên năm 1922.